# 葡萄牙语博物馆
葡萄牙语博物馆（葡萄牙語：Museu da Língua Portuguesa, [muˈzew dɐ ˈlĩɡwɐ poɾtuˈɡezɐ]）是巴西圣保罗一个互动的语言学博物馆。

## 历史
2006年建立，设于卢兹车站内，这个车站每天有30万乘客进出，博物馆选择设于此处主要是基于这样一个事实：成千上万来自欧洲和亚洲的非葡萄牙语移民，经由桑托斯港抵达圣保罗，在这里第一次熟悉了这种语言。这个语言博物馆是由圣保罗文化部长与罗伯托·马林霍基金会共同构思，耗资约3700万雷亚尔 。

## 画廊

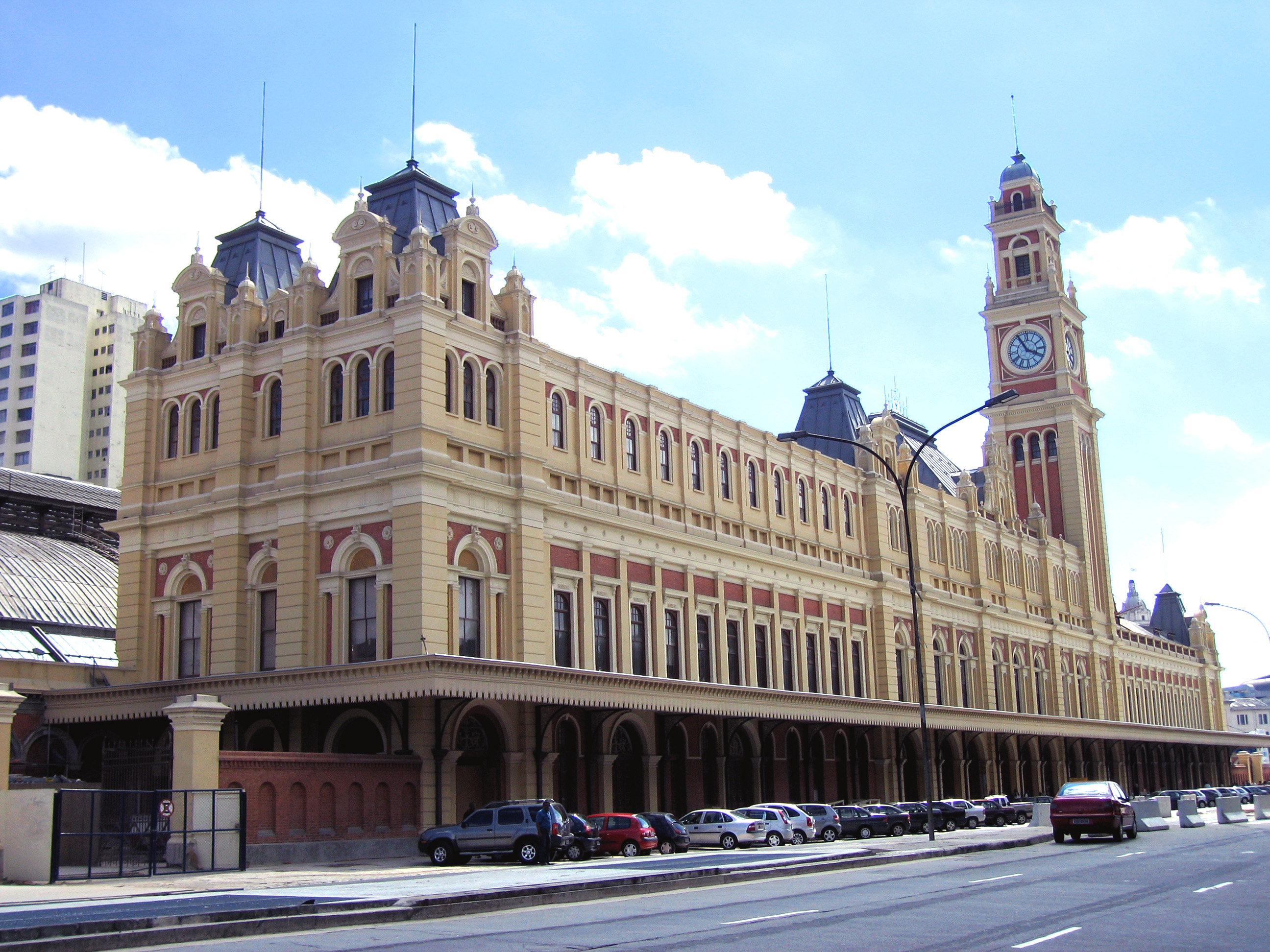
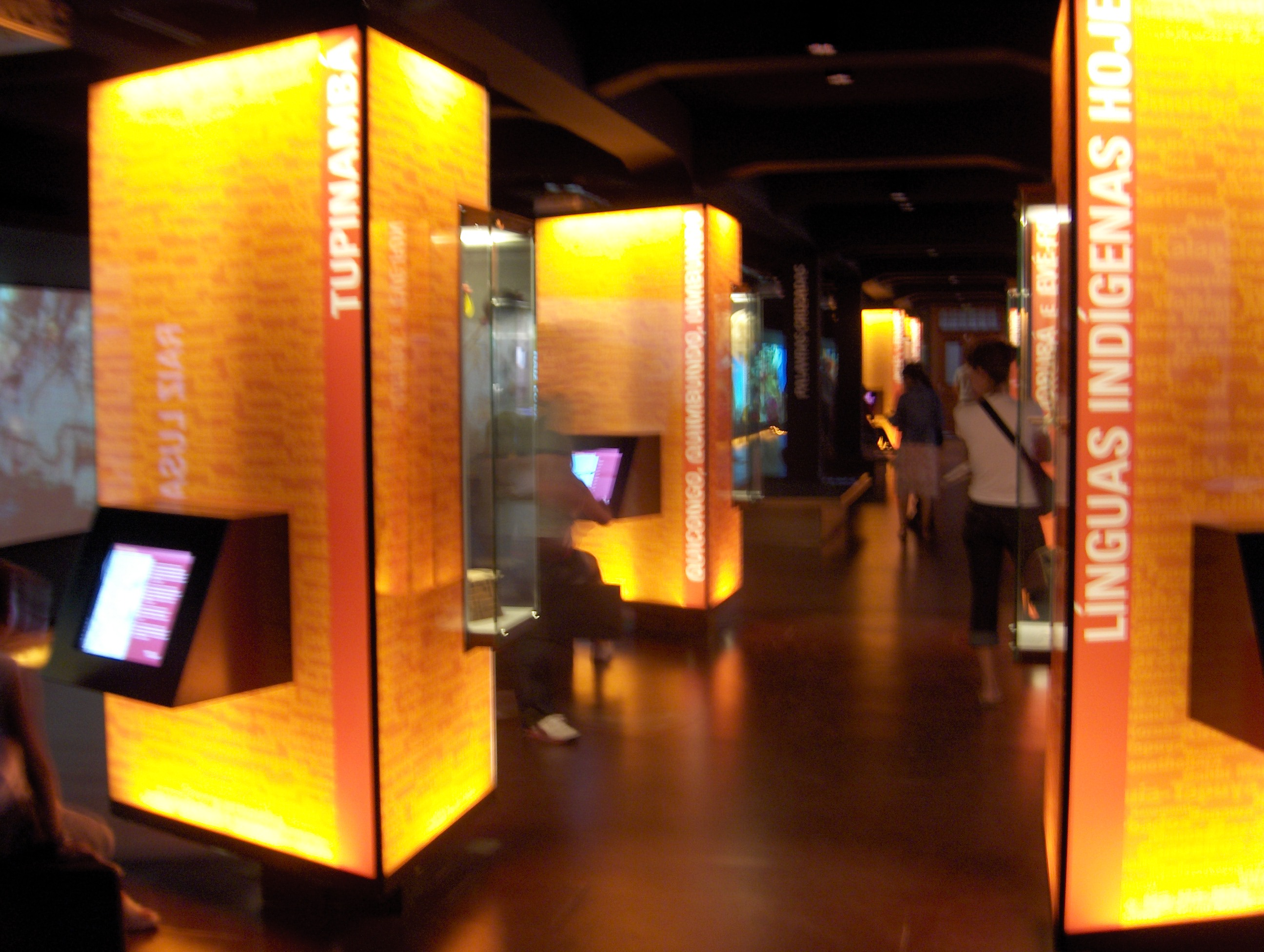
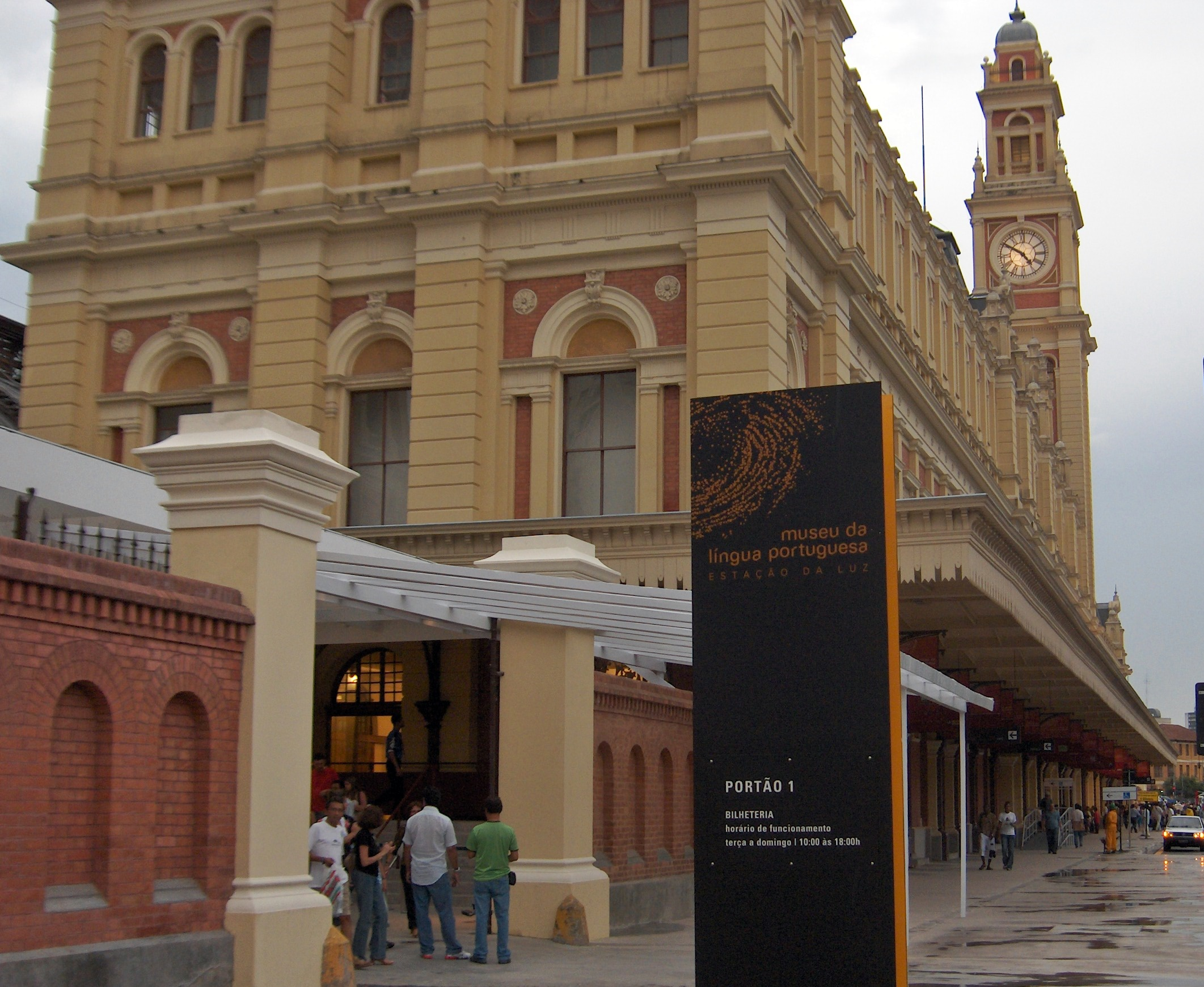
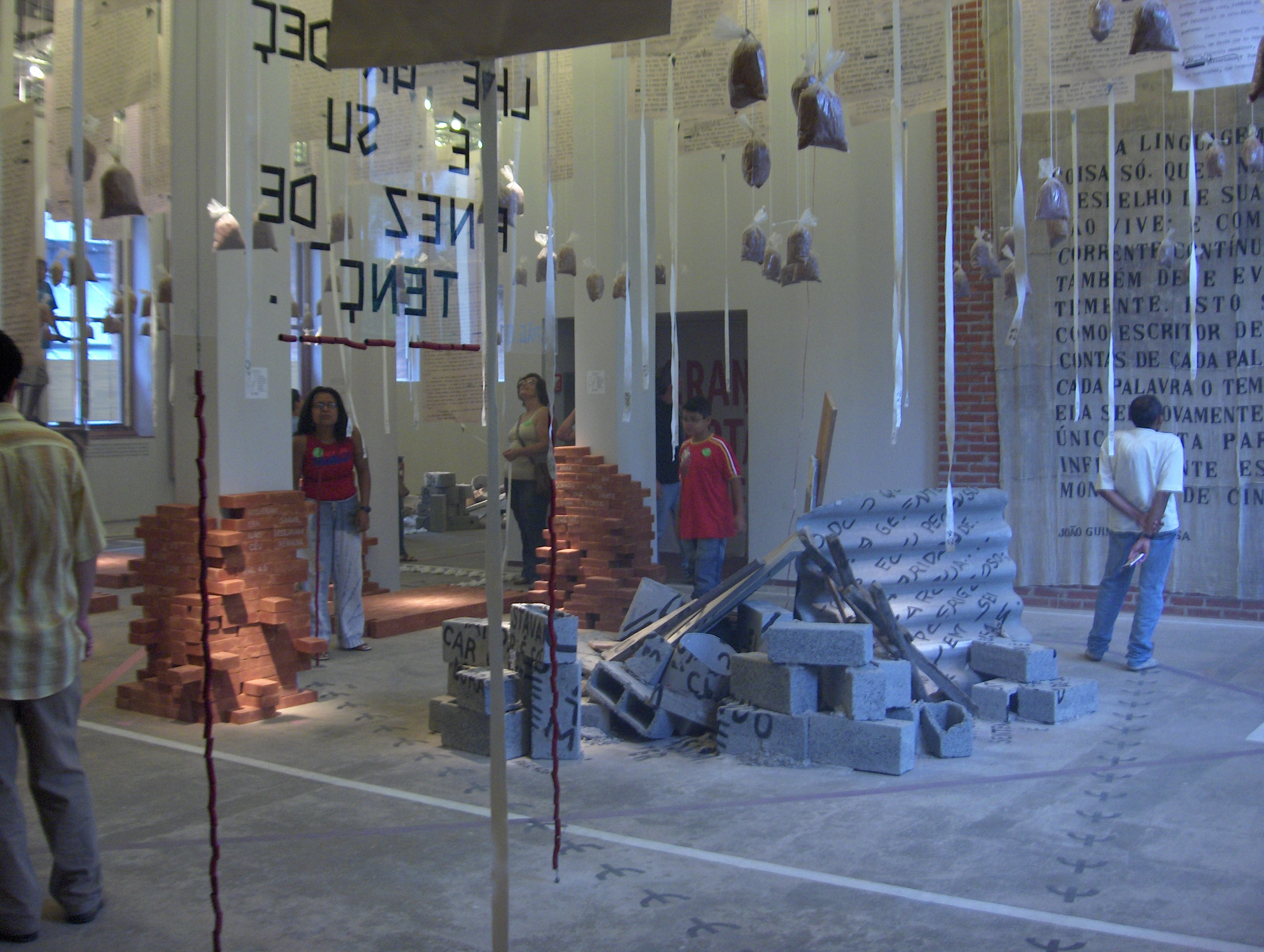
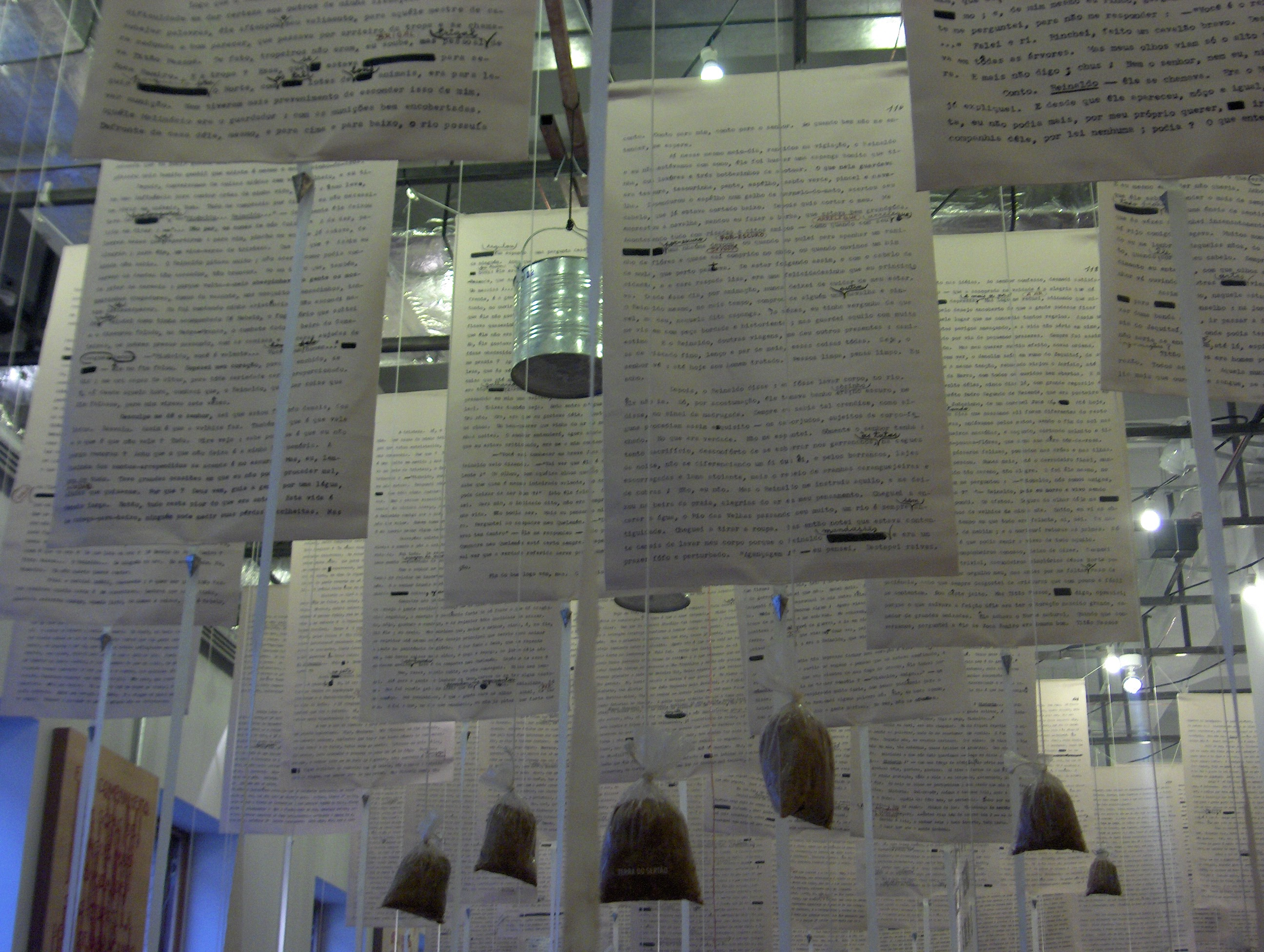
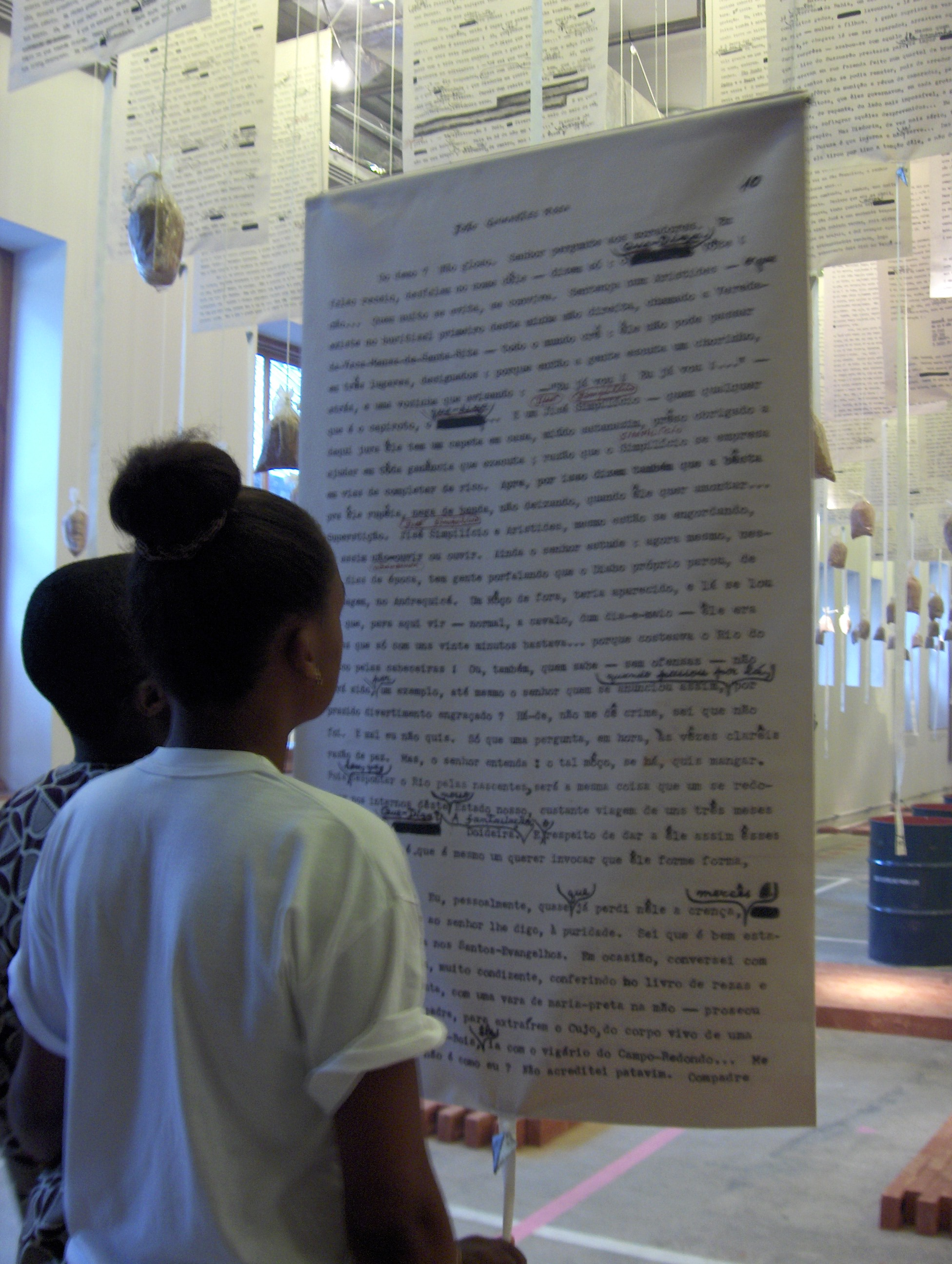
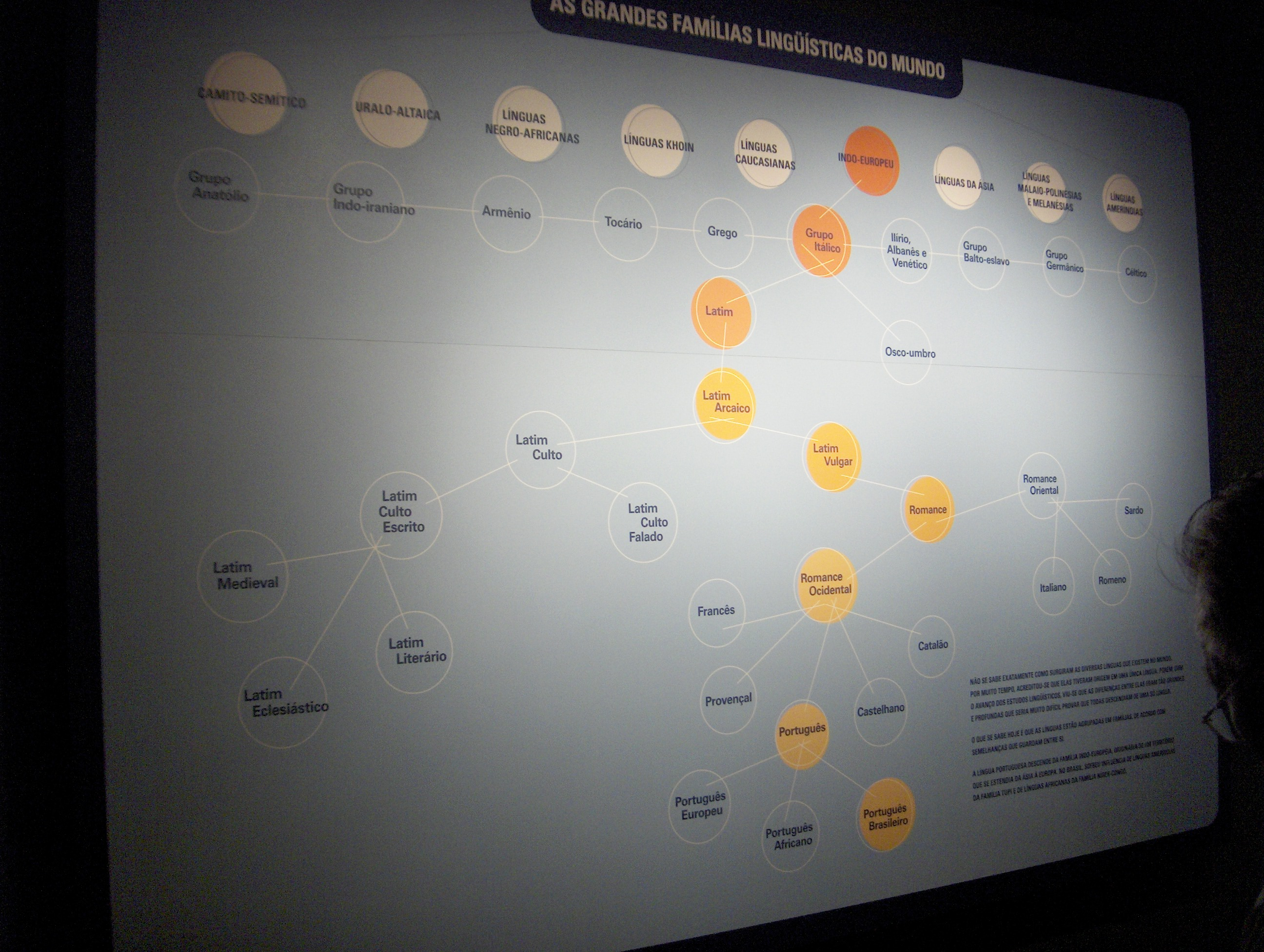